# Tauromàquia completa
Tauromaquia completa, o sea el arte de torear en plaza, tanto a pie como a caballo (Tauromaquia completa, és a dir l'art de torejar en plaça, tant a peu com a cavall) és un tractat de tauromàquia de Francisco Montes «Paquiro», publicat a Madrid el 1836.
Aquest tractat és conegut per haver fixat les principals regles de la corrida que es practica avui en dia.

## El títol complet
El títol complet és: Tauromaquia completa, o sea El Arte de torear en plaza, tanto a pie como a caballo / escrita por el celebre lidiador Francisco Montes ; y dispuesta y corregida escrupulosamente por el editor. Va acompañada de un discurso histórico-apologético sobre las fiestas de toros, y de una tercera parte en que se proponen las mejoras que debería sufrir este espectáculo. Madrid, imprenta de D. José María Repulles, 1836
La traducció d'aquest títol llarg és : Tauromaquia completa, és a dir L'Art de torejar en plaça, tant a peu com a cavall / escrita pel cèlebre lidiador Francisco Montes; i disposada i corregida escrupolosament per l'editor. Va acompanyada d'un discurs històric-apologètic sobre les festes de toros, i d'una tercera part en què es proposen les millores que hauria de patir aquest espectacle. Madrid, impremta de D. José María Repullés, 1836
El títol suggereix que el manuscrit va quedar a càrrec de l'editor, que era responsable de totes les correccions i de la disposició final del llibre.

## L'autor

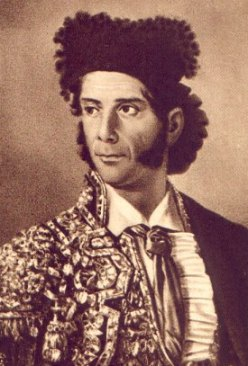
Retrat de Francisco Montes «Paquiro»

Tot i que va publicar pocs exemplars, el llibre va ser un gran èxit. Sis anys més tard, el 1842, l'obra de Francisco Montes és completament integrada pel periodista Santos López-Pelegrín «Abenámar» a la seva Filosofía de los toros, la qual cosa explica per què durant molt de temps l'obra no es va atribuir al seu autor, sinó a qui la va copiar.
També durant un temps es va creure que Manuel Rancés Hidalgo, un metge militar de Cadis, era l'autor de la Tauromaquia completa.

## Contingut
Pròleg
El llibre comença amb un pròleg atribuït a l'editor, però potser escrit per Santos López-Pelegrín, amic de l'editor, José María Repulles, que li hauria confiat la redacció d'aquest pròleg.
Glossari
A continuació, apareix un glossari tauromàquic ordenat alfabèticament, agrupant termes i expressions «imprescindibles per entendre aquesta obra» (Tabla alfabética de algunas voces y frases cuyo conocimiento es indispensable para la inteligencia de esta obra).
Discurs històric i apologètic
Després ve un «discurs històric i apologètic de les festes de toros» (Discurso histórico-apologético de las fiestas de toros). Es tracta d'una obra original, que no deu res a les moltes apologies taurines del moment, fins i tot la mateixa part històrica sembla reflectir la influència de Nicolás Fernández de Moratín.
L'art de torejar
Finalment arriba la part principal, l'art de torejar (el arte de torear), que consta de tres parts: la primera sobre l'art de torejar a peu, la segona sobre l'art de torejar a cavall i, finalment, la tercera, que tracta de millores per aportar a l'espectacle.